# Mossteenbreek
Mossteenbreek (Saxifraga hypnoides) is een overblijvende plant, die behoort tot de steenbreekfamilie. De soort komt van nature voor in Noordwest-Europa en is inheems in Wallonië. Het aantal chromosomen is 2n = 52.
De plant wordt 5-30 cm hoog met liggende tot 12 cm lange uitlopers en rechtopgaande bloemstengels. De uitlopers hebben lijnlancetvormige bladeren, die gaafrandig of 3-7 drielobbig zijn. De bladeren hebben een stekelpuntje en de jonge bladeren zijn klierachtig gewimperd, maar oudere bladeren worden kaal. De eindknop van de uitloper vormt in de nazomer een bladrozet van 3- tot 7-lobbige bladeren, waaruit in het volgende jaar een bloeiende stengel en nieuwe uitlopers worden gevormd. De stelen van de rozetbladeren zijn langer dan de bladschijf. De onderste 2-5 stengelbladeren zijn driespletig, verderop zijn ze gaafrandig. In de oksels van de onderste bladeren komen vaak broedbolletjes voor. De plant vormt losse zoden.
Mossteenbreek bloeit in mei en juni met witte, 14-20 mm grote bloemen, waarvan de knoppen knikken. De bloeiwijze is een losse pluim met 2-7 bloemen. De omgekeerd eironde, 7-10 mm lange kroonbladen hebben 3-4 groenachtige nerven en zijn 3-4 keer langer dan de driehoekige, spitse kelkblaadjes.
De vrucht is een doosvrucht.

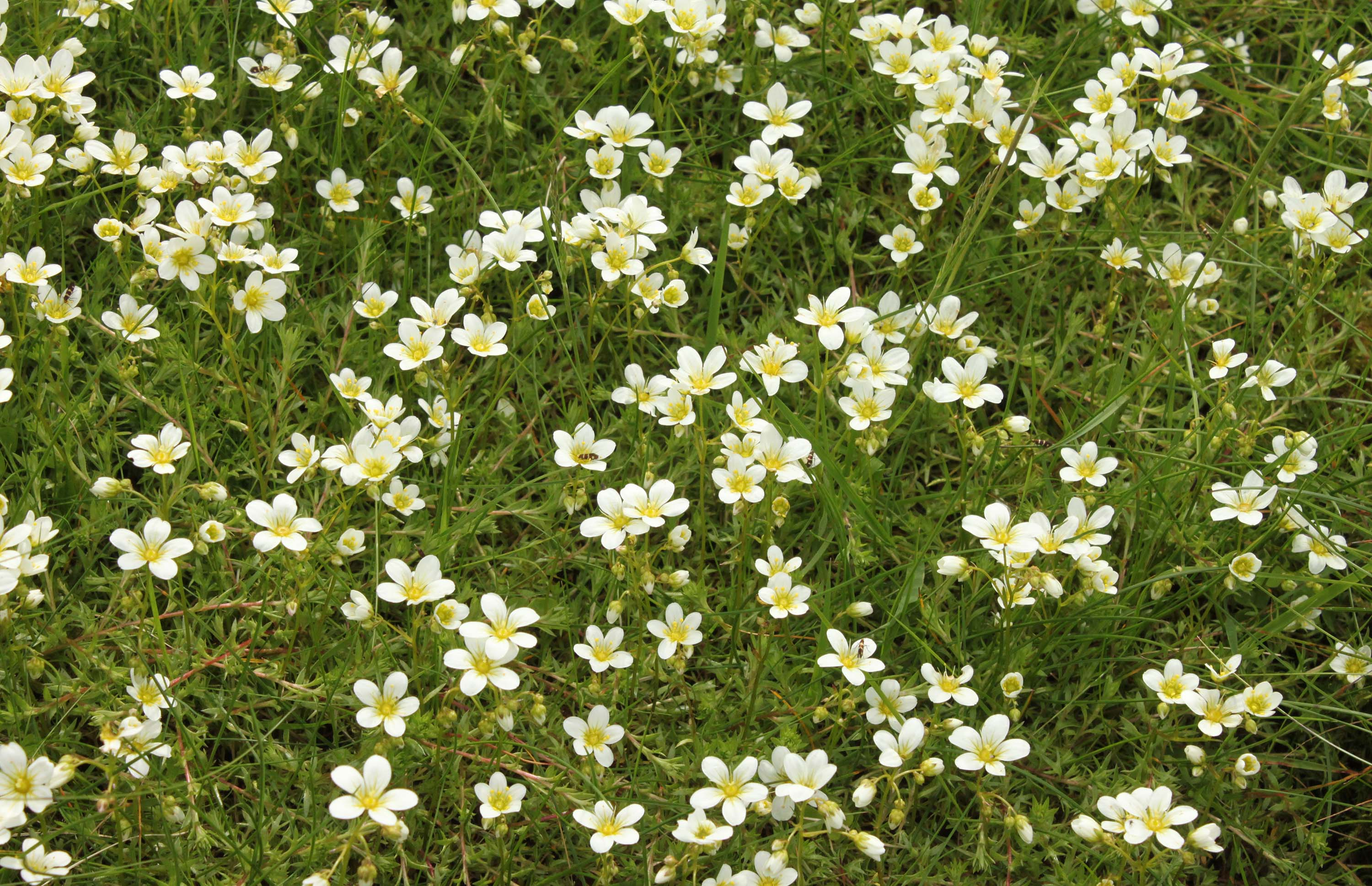
Planten
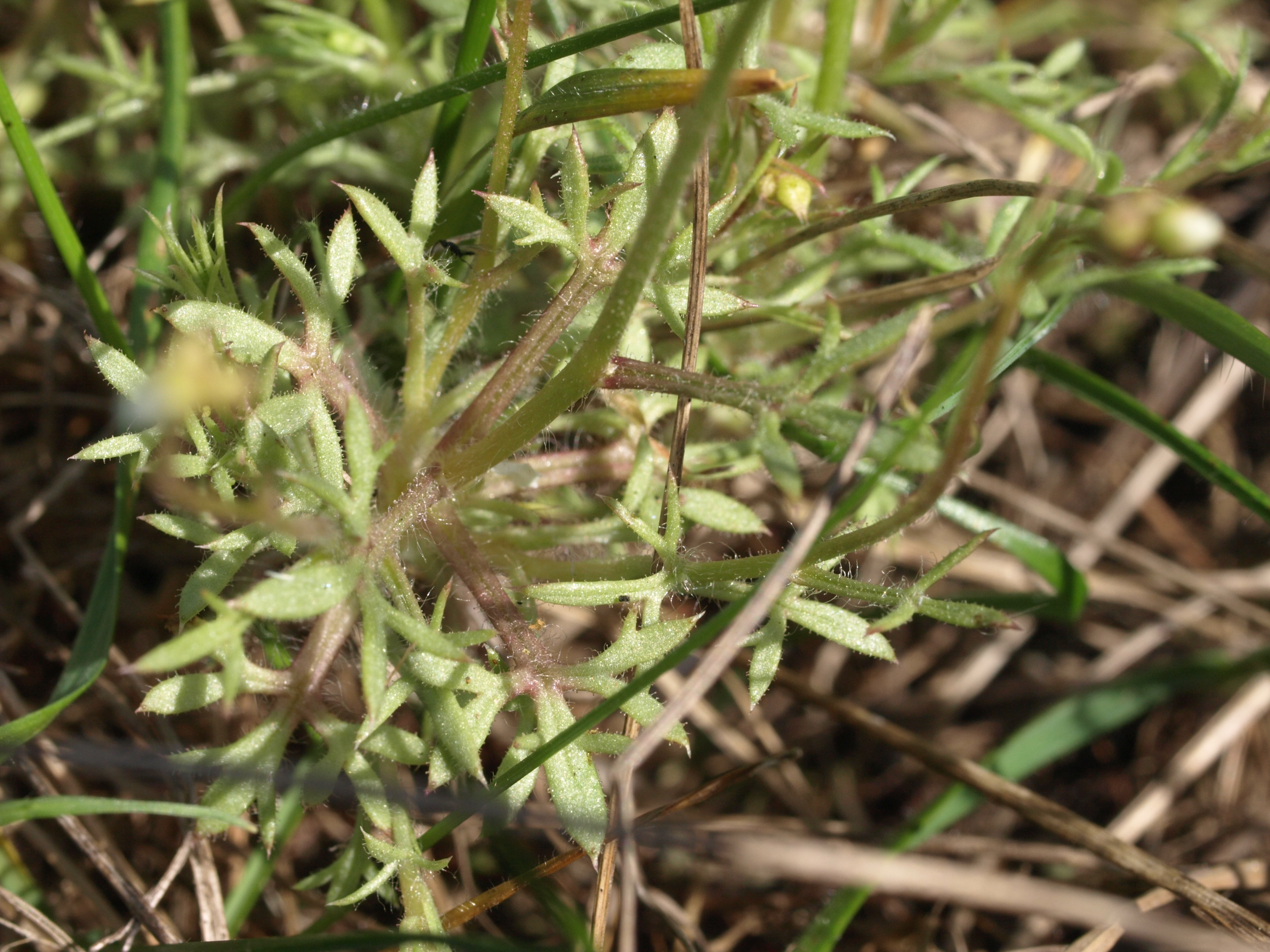
Stengel
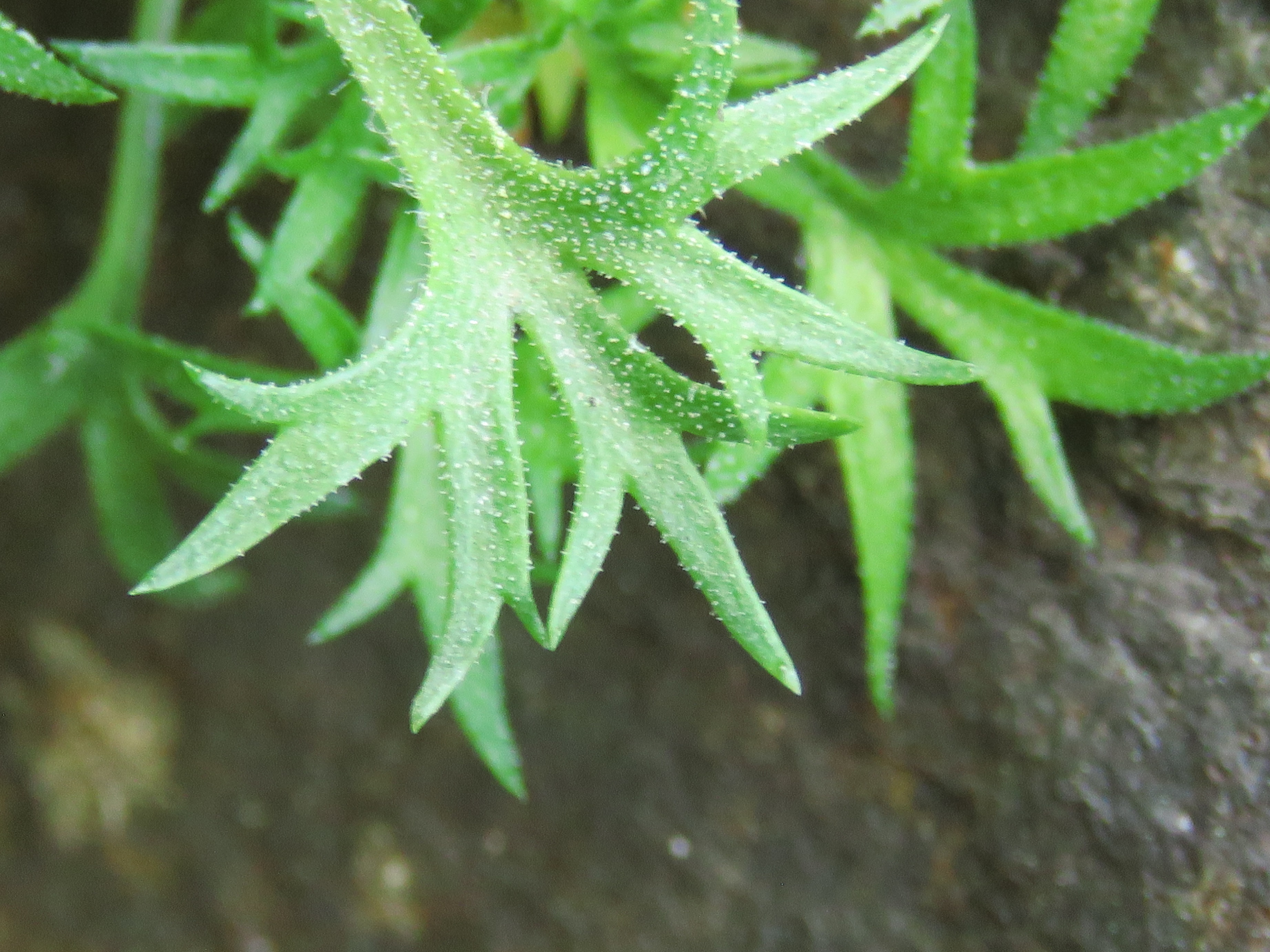
Blad

Mossteenbreek komt voor op vochtige, kalrijke, stenige grond in grasland, beekoevers, kalkrotsen en puinhellingen.